# Jiří Patočka (toxikolog)
Jiří Patočka (* 24. dubna 1939 Veverská Bítýška) je český toxikolog a vysokoškolský učitel.

## Životopis
Vystudoval Přírodovědeckou fakultu Masarykovy univerzity v Brně.
Působí jako profesor toxikologie na Zdravotně-sociální fakultě Jihočeské univerzity v Českých Budějovicích a emeritním profesorem Fakulty vojenského zdravotnictví Univerzity obrany v Hradci Králové. Je autorem několik skript a také knih Vojenská toxikologie (Grada 2004) a Doba jedová (společně s prof. Annou Struneckou, Triton 2011).